# Coelichneumon terebrifer
Coelichneumon terebrifer là một loài tò vò trong họ Ichneumonidae.